# Tony Archer
Anthony John „Tony“ Archer (* 14. Juli 1938 in Dulwich, London) ist ein britischer Jazzmusiker (Kontrabass).

## Leben und Wirken
Archer lernte als Schüler Cello, bevor er mit 16 Jahren auf den Bass wechselte. Nach Anfängen bei Phil Kinorra spielte er mit diesem im Trio von John Burch 1959 in amerikanischen Soldatenclubs auf dem Kontinent. 1961 wurde er mit dieser Rhythmusgruppe und Graham Bond Mitglied der Band von Don Rendell, mit dem er im selben Jahr aufnahm (Roarin’). Dann arbeitete er bei Stu Hamer, Harold McNair, Gus Galbraight, Bobby Wellins, Peter King und Roy Budd. Ab Ende der 1960er Jahre gehörte er zum Trio von Tony Lee, mit dem er auch in Peter Sellers’ Spielfilm The Magic Christian (1969) auftrat. In den 1970er Jahren spielte er in den Gruppen von Brian Lemon, Sandy Brown, sowie für kurze Zeit auch mit John Dankworth und mit Humphrey Lyttelton. Ab Mitte des Jahrzehnts begleitete er mit dem Trio von Tony Lee im Ronnie Scott’s Jazz Club durchreisende Stars wie Joe Pass oder Carmen McRae. Jack Parnell, Kenny Baker und Don Lusher holten ihn dann in ihre Band Best of British Jazz. Ferner arbeitete er mit Dick Morrissey, um dann wieder im Trio mit Lee aufzutreten. Er ist auch auf Alben von Phil Seamen und Eddie Thompson zu hören.

## Lexikalische Einträge
- John Chilton Who’s Who of British Jazz, Continuum International Publishing Group 2004, ISBN 0-8264-7234-6